# Brian Jensen
Brian Paldan Jensen (1975. június 8., Nørrebro, Dánia) dán labdarúgó, aki jelenleg a Burnleyben játszik kapusként.

## Pályafutása

### Kezdeti évek
Jensen a Boldklubben af 1893 ifiakadémiáján kezdett futballozni, eleinte hátvédként szerepelt a csapatban. Mindössze azért került be a kapuba, mert ő volt a legmagasabb a fiatalok között. 1993-ban került fel a felnőttek közé, ahol második számú kapus lett Jan Hoffmann mögött.
Tehetségére hamar felfigyelt a holland AZ, akik 1997-ben le is igazolták. Ezután nyolc hónapra kölcsönadták a Hvidovre IF-nek, hogy tapasztalatot gyűjtsön és befejezhesse iskoláit. A holland élvonalban mindössze egyszer kapott lehetőséget.

### West Bromwich Albion
Jensen 2000-ben próbajátékon vett részt a West Bromwich Albionnál. Sikerült meggyőznie a vezetőket, így 80 ezer fontért leigazolták. Március 7-én, egy Tranmere Rovers elleni meccsen debütált, ahol nem kapott gólt. Első szezonjában sokat segített csapatának a másodosztályban való bennmaradásban. Ezután egy ideig ő volt a birminghamiek első számú kapusa, de Russel Hoult 2001-es érkezésével kiszorult a csapatból és sosem sikerült visszaszereznie helyét a kezdőben. 2003-ban távozott, miután a WBA kiesett a Premier League-ből.

### Burnley
2003. június 30-án ingyen a Burnleyhez igazolt. Első ottani idényében ő volt a gárda egyetlen kapusa a felnőttek között. 2004-ben a klubhoz érkezett Danny Coyne, aki miatt a cserepadra szorult, de kemény munkával 2006-ra sikerült visszaszereznie a helyét a csapatban. 2007 januárjában átadólistára került, mivel rossz formában volt és több gólnál is nagyot hibázott. Végül azonban újra formába lendült és a Turf Moorban maradt.
2007 nyarán a Burnley leigazolta Király Gábort, aki miatt Jensen ismét kikerült a kezdőből. 2008 januárjára sikerült visszaverekednie magát a csapatba. Ezután nagyszerű formába lendült, egy Chelsea elleni Ligakupa-meccsen két büntetőt is kivédett, ezzel továbbjutáshoz segítve csapatát. A 2009-es rájátszás döntőjén is ő védett a Sheffield United ellen, nem kapott gólt, így csapata 1-0-s győzelmével feljutott a Premier League-be.
A Burnley 2009. augusztus 19-én nagy meglepetésre 1-0 arányban legyőzte a Manchester Unitedet. Jensen hatalmasakat védett, egy büntetőt is hárított, melyet Michael Carrick végzett el.

## Külső hivatkozások
- Brian Jensen pályafutásának statisztikái a Soccerbase oldalon (angolul)

- Brian Jensen adatlapja a West Bromwich Albion honlapján
- Brian Jensen adatlapja a Burnley honlapján

## Fordítás
- Ez a szócikk részben vagy egészben  a   Brian Jensen (footballer born 1975) című angol Wikipédia-szócikk fordításán alapul.  Az eredeti cikk szerkesztőit annak laptörténete sorolja fel. Ez a jelzés csupán a megfogalmazás eredetét és a szerzői jogokat jelzi, nem szolgál a cikkben szereplő információk forrásmegjelöléseként.